# Investmentfondskaufmann
Der Investmentfondskaufmann ist ein staatlich anerkannter Ausbildungsberuf, der in einer dreijährigen dualen Berufsausbildung in einem Kreditinstitut, in einer Sparkasse, in einer Kapitalverwaltungsgesellschaft oder Kapitalanlagegesellschaft mit einer Abschlussprüfung gemäß § 34 Berufsbildungsgesetz (BBiG) vor einem Ausschuss der Industrie- und Handelskammer (IHK) abgeschlossen wird. Ein Absolvent der Berufsausbildung zum Investmentfondskaufmann ist kein Kaufmann im Sinne des Handelsgesetzbuches, sondern ein Kaufmannsgehilfe.
Die Ausbildung ist modular gestaltet. Einzelne Ausbildungsabschnitte können auch außerhalb des Ausbildungsbetriebs absolviert werden. Aufbauend auf die Ausbildung zum Investmentfondskaufmann bieten verschiedene Akademien berufsbegleitende Fortbildungslehrgänge zum Investment-Fachwirt an. Mittlerweile hat der Investmentfondskaufmann mit dem Investment-Fachwirt auch seine eigene Fortbildungsmöglichkeit nach der Ausbildung.

## Ausbildungsstart und -inhalt
Seit September 2003 gibt es den Ausbildungsberuf zum Investmentfondskaufmann. Auf Initiative des Bundesverbands Investment und Asset Management wurde ein eigener Ausbildungsberuf im Investmentwesen geschaffen. Hintergrund war der seit längerem stetig steigende Bedarf an qualifizierten Nachwuchskräften. Die Auszubildenden erhalten einen kompletten Überblick über die Tätigkeiten von Kapitalanlagegesellschaften. Die Schwerpunkte liegen im Bereich Fondsbuchhaltung und Fondscontrolling, Depotservice, Research- und Fondsmanagement sowie Immobilien und Marketing.
Der neue Ausbildungsberuf startete am 1. September 2003 an der Bethmannschule in Frankfurt am Main mit 2 Berufsschulklassen und 37 Auszubildenden. Die Mehrheit kam aus vier BVI-Mitgliedsgesellschaften. Die Ausbildungsplätze waren innerhalb kürzester Zeit besetzt, obwohl der neue Ausbildungsberuf erst kurz zuvor in der Öffentlichkeit bekannt wurde.
Schon ein Jahr später gingen in Frankfurt am Main 42 Investmentkaufleute an den Start. Im Sommer 2005 war es dann auch in München soweit: Das Kultusministerium stimmte der Errichtung einer Berufsschulklasse von 15 Azubis zu. Im Ausbildungsjahr 2008/09 bildeten sieben Münchener Investmentgesellschaften aus. Weitere Unternehmen, darunter auch Depotbanken, zogen ein Ausbildungsangebot in Erwägung.
Am 31. Januar 2006 erhielten die ersten 36 Absolventen des 1. Ausbildungsjahrgangs ihre Zeugnisse. Alle haben einen Job gefunden oder ein Studium angefangen.
Rangliste der Ausbildungsberufe nach Neuabschlüssen:
|      | Anzahl Ausbildungsverträge | Rang     |
| ---- | -------------------------- | -------- |
| 2009 | 51                         | Rang 242 |
| 2010 | 41                         | Rang 251 |
| 2011 | 37                         | Rang 254 |
| 2012 | 36                         | Rang 256 |
| 2013 | 33                         | Rang 256 |
| 2014 | 27                         | Rang 259 |
| 2015 | 18                         | Rang 268 |
| 2016 | 24                         | Rang 261 |
| 2017 | 18                         | Rang 267 |
| 2018 | 18                         | Rang 268 |
| 2019 | 18                         | Rang 265 |
| 2020 | 18                         | Rang 266 |
| 2021 | 18                         | Rang 265 |
| 2022 | 18                         | Rang 262 |
| 2023 | 12                         | Rang 272 |
| 2024 | 15                         | Rang 270 |

Investmentfondskaufleute arbeiten schwerpunktmäßig in der Fondsbuchhaltung und dem Fondscontrolling sowie im Depotgeschäft. Sie leisten zudem bei der Auflegung und Verwaltung von Fonds sowie für das Fondsmanagement entscheidungsvorbereitende und unterstützende Arbeit. Hierfür analysieren sie Wertpapiere und Märkte. Investmentfondskaufleute sind in allen Bereichen einer Kapitalanlagegesellschaft einsetzbar. Sie sind aber auch in Kreditinstituten, Versicherungsgesellschaften und Wertpapierabwicklungsgesellschaften tätig.